# Strange Days
Strange Days (укр. Дивні дні) — другий альбом американського рок-гурту The Doors, що вийшов у вересні 1967 року.
Альбом посів 3-є місце у хіт-параді США.
№407 у списку 500 найкращих альбомів усіх часів за версією журналу Rolling Stone.

## Список композицій
Усі пісні написано  The Doors.
1. «Strange Days» — 3:11
«Дивні дні»
2. «You're Lost Little Girl» — 3:03
«Ти заблудилася, крихітка»
3. «Love Me Two Times» — 3:18
«Кохай мене двічі»
4. «Unhappy Girl» — 2:02
«Нещаслива дівчина»
5. «Horse Latitudes»  — 1:37
«Кінські широти»
6. «Moonlight Drive» — 3:05
«Гонка при місячному світлі»
7. «People Are Strange» — 2:13
«Люди — чужі»
8. «My Eyes Have Seen You» — 2:32
«Мої очі тебе побачили»
9. «I Can't See Your Face in My Mind» — 3:26
«Подумки я не можу уявити твое обличчя»
10. «When the Music's Over» — 10:58
«Коли музика змовкне»

## Учасники запису
- Джим Моррісон — вокал
- Рей Манзарек — клавішні, марімба
- Джон Дензмор — барабани
- Роббі Крігер — гітара
- Дуглас Любан — бас-гітара (композиції 2, 6)